# Хіроґава
Хіроґава (яп. 広川町, ひろがわちょう, хіроґава тьо ) — містечко в Японії, у західно-центральній частині префектури Вакаяма.